# Římskokatolická farnost Lubojaty
Římskokatolická farnost Lubojaty je farnost římskokatolické církve v děkanátu Bílovec ostravsko-opavské diecéze.
Farním kostelem je kostel svatého Jiří v Lubojatech. Nachází se zřejmě na místě kaple zmiňované roku 1276, která však byla zřejmě dřevěná; nejstarší stavební fáze nynějšího kostela je z 2. čtvrtiny 14. století, věž byla přistavěna na počátku 16. století, další stavební úpravy souvisely se zřízením samostatné duchovní správy po roce 1784 a dále s úpravami v roce 1856. V Bítově je kaple svatého Jana Nepomuckého z 2. poloviny 19. století.

## Historie
Již v roce 1276 se v Lubojatech, které tehdy držel Budislav z Lubojat, připomíná (nově vystavená) kaple a tehdy byla vesnice přifařena k Velké Polomi (v majetku hradišťského kláštera). Podle Gregora Wolného zde byla poté pravděpodobně zřízena fara, která zanikla za reformace; existenci farnosti dokládá zápis o prodeji Lubojat v zemských deskách opavského knížectví z roku 1478 Vilémem z Fulštejna Bohuslavovi z Kokor. Od třicetileté války až do roku 1784 byly Lubojaty přifařeny k Bílovci, zmíněného roku zde náboženská matice zřídila lokální kuracii. Prvním duchovním správcem se stal (1785–1796) František Veselý z Uherského Brodu. Teprve v roce 1943 byla lokální kuracie povýšena na faru.
Patronát farnosti měla ve středověku vrchnost, po znovuzřízení roku 1784 však náboženská matice.
Roku 1836 žilo ve farnosti 797 obyvatel, vesměs římských katolíků. Roku 1859 žilo ve farnosti 1004 obyvatel, vesměs římských katolíků. V roce 1930 žilo ve farnosti 1041 obyvatel, z čehož 949 (91 %) se přihlásilo k římskokatolickému vyznání.
K Lubojatům jsou od vzniku lokálie dosud přifařeny vesnice Bítov a Lhotka. Farnost je od svého založení součástí bíloveckého děkanátu a spolu s ním náležela do roku 1996 k (arci)diecézi olomoucké, od uvedeného roku pak k nově vytvořené diecézi ostravsko-opavské.
Farnost je spravována excurrendo z Olbramic, stávajícím (2013) administrátorem je olbramický farář Pawel Kukiola.

## Bohoslužby
| Kostel                         | Místo    | Bohoslužba (den)          | Hodina           | Poznámka     |
| ------------------------------ | -------- | ------------------------- | ---------------- | ------------ |
| kostel svatého Jiří            | Lubojaty | středa sobota neděle      | 18.00 16.30 9.15 | farní kostel |
| kaple svatého Jana Nepomuckého | Bítov    | zpravidla jednou v měsíci |                  | kaple        |